# Bonnie Bedelia
Bonnie Bedelia, de son nom complet Bonnie Bedelia Culkin, est une actrice américaine née le 25 mars 1948 à New York.
Elle est surtout connue pour avoir interprété au cinéma Holly Gennero, l'épouse de John McClane, dans les films Piège de cristal et 58 minutes pour vivre, les deux premiers épisodes de la série de films Die Hard, ainsi que pour son rôle auprès d'Harrison Ford dans Présumé innocent. Pour la télévision, elle est principalement célèbre pour sa participation au casting de la série Parenthood entre 2010 et 2015.

## Biographie
Bonnie Bedelia est la fille de Philip Harley Culkin, journaliste, et de Marian Ethel Wagner, écrivain, ainsi que la tante des acteurs Macaulay et Kieran Culkin. Elle a trois frères et sœur : Kit, Candace et Terry.
Elle apprend la danse classique et commence dès son plus jeune âge à apparaître comme actrice à la télévision.
En 1990, elle donne la réplique à Harrison Ford dans le thriller Présumé innocent, puis à Ed Harris et Max Von Sydow dans Le Bazaar de l'épouvante en 1993. En 1999, c'est aux côtés de Susan Sarandon et Natalie Portman qu'elle participe au film Ma mère, moi et ma mère. La même année, elle participe au film de Sidney Lumet, Gloria (mettant en vedette Sharon Stone, qui reprend pour l'occasion le rôle tenu par Gena Rowlands dans le film éponyme de 1980 dont il est le remake). 
Elle se tourne progressivement vers la télévision et figure au casting principal de la série Parenthood de 2010 à 2015 aux côtés de Monica Potter et Peter Krause. Puis, en 2017, elle est au générique de la deuxième saison de Designated Survivor avec Kiefer Sutherland et Natascha McElhone, dont elle interprète la mère.

### Vie privée
Elle épouse le scénariste Kenneth Luber (15 avril 1969 - 1980). Elle donne à ce dernier deux enfants, Jonah et Yuri[réf. nécessaire], puis se remarie avec l'acteur Michael MacRae (1995 - à présent).

## Filmographie
(août 2024).
- 1968 : Lune de miel aux orties (My Father and My Mother) (TV) : Laura
- 1969 : Then Came Bronson (TV) : Temple Brooks
- 1969 : Les Parachutistes arrivent (The Gypsy Moths) : Annie Burke
- 1969 : On achève bien les chevaux (They Shoot Horses, Don't They?) : Ruby
- 1970 : Lune de miel aux orties (Lovers and Other Strangers) : Susan Henderson
- 1972 : The Strange Vengeance of Rosalie : Rosalie
- 1972 : Sandcastles (TV) : Jenna Hampshire
- 1973 : A Time for Love (TV) : Kitty
- 1973 : Hawkins on Murder (TV) : Edith Dayton-Thomas
- 1973 : Between Friends : Ellie
- 1973 : Message to My Daughter (TV) : Janet Thatcher
- 1974 : 120 degrés Fahrenheit (en) (Heat Wave!) (TV) : Laura Taylor
- 1978 : The Big Fix : Suzanne
- 1978 : A Question of Love (TV) : Joan Saltzman
- 1979 : Walking Through the Fire (TV) : Dr Rand
- 1979 : Les Vampires de Salem (Salem's Lot) (TV) : Susan Norton
- 1980 : Tourist (TV) : Mandy Burke
- 1980 : Fighting Back (TV) : Aleta
- 1982 : Million Dollar Infield (TV) : Marcia Miller
- 1983 : Pied au plancher (Heart Like a Wheel) : Shirley Muldowney
- 1983 : Memorial Day (TV) : Cass
- 1985 : The Lady from Yesterday (TV) : Janet Weston
- 1986 : Death of an Angel : Grace
- 1986 : Violets Are Blue... : Ruth Squires
- 1986 : Alex: The Life of a Child (TV) : Carole Deford
- 1986 : La Tête dans les nuages (The Boy Who Could Fly) : Charlene Michaelson
- 1987 : When the Time Comes (TV) : Liddy Travis
- 1987 : Mon Père c'est moi (Like Father Like Son) : femme avec du chewing-gum dans les cheveux (non créditée)
- 1987 : The Stranger : Alice Kildee
- 1988 : Piège de cristal (Die Hard) de John McTiernan : Holly Gennero McClane
- 1988 : Le Prince de Pennsylvanie (The Prince of Pennsylvania) : Pam Marshetta
- 1988 : No Means No (TV) : Megan's Mother
- 1989 : Les Maîtres de l'ombre (Fat Man and Little Boy) : Kitty Oppenheimer
- 1990 : 58 minutes pour vivre (Die Hard 2) : Holly McClane
- 1990 : Présumé innocent (Presumed Innocent) : Barbara Sabich
- 1990 : Somebody Has to Shoot the Picture (en) de Frank Pierson (TV) : Hannah McGrath
- 1991 : Confusion tragique (Switched at Birth) (TV) : Regina Twigg
- 1992 : A Mother's Right: The Elizabeth Morgan Story (TV) : Dr Elizabeth Morgan
- 1993 : The Fire Next Time (TV) : Suzanne Morgan
- 1993 : Le Bazaar de l'épouvante (Needful Things) : Polly Chalmers
- 1994 : Consentement judiciaire (Judicial Consent) : Gwen Warwick
- 1994 : The Gift (TV)
- 1994 : Chérie, vote pour moi (Speechless) : Annette
- 1995 : Legacy of Sin: The William Coit Story (TV) : Jill Coit
- 1995 : L'Affaire Angel Harwell (Shadow of a Doubt) (TV) : Robin Harwell
- 1996 : Les Enfants perdus (Homecoming) (TV) : Eunice Logan
- 1996 : Au cœur du scandale (A Season in Purgatory) (TV) : Valerie Sabbath
- 1996 : Her Costly Affair (TV) : Dr Diane Weston
- 1997 : Any Mother's Son (TV) : Dorothy Hajdys
- 1997 : Bad Manners : Nancy
- 1998 : La Sauvageonne (To Live Again) (TV) : Iris Sayer
- 1999 : Locked in Silence (TV) : Lydia
- 1999 : Gloria : Brenda
- 1999 : Ma mère, moi et ma mère (Anywhere But Here) : Carol
- 2000 : Flowers for Algernon (TV) : Rose
- 2000 : Picnic (TV) : Flo Owens
- 2000 : Sordid Lives : Latrelle Williamson
- 2003 : Manhood : Alice
- 2005 : Berkeley : Hawkins
- 2013 : The trouble with Mom (Munchausen) - court métrage d'Ari Aster : La mère
- 2021 : Violet de Justine Bateman : Aunt Helen
- 2022 : Le Journal de Noël : Ellis Foster

### Séries télévisées
- 1951 : Love of Life (série télévisée) : Sandy Porter (1961-1967)
- 1996 : Au-delà du réel : l'aventure continue (The Outer Limits) (série télévisée) : Nancy McDonald  (Épisode 2.10 : L'appel d'ailleurs).
- 2001-2004 : Division d'élite : Capitaine Kate McCafferty
- 2008 : Les Experts, saisons 8 Épisode 177 : Pris en grippe : (DDA Madeline Klein)
- 2010 : Parenthood : Camille Braverman (série)
- 2017 : Designated Survivor  (La maman de la Première Dame)
- 2017 : Un Noël de roman : la maman
- 2021 : Panic : Anne McCarthy

## Récompenses et nominations

### Nominations
Elle a été nommée en 1984 au Golden Globe de la meilleure actrice dans un film dramatique pour son rôle dans Pied au plancher.